# Mariazell

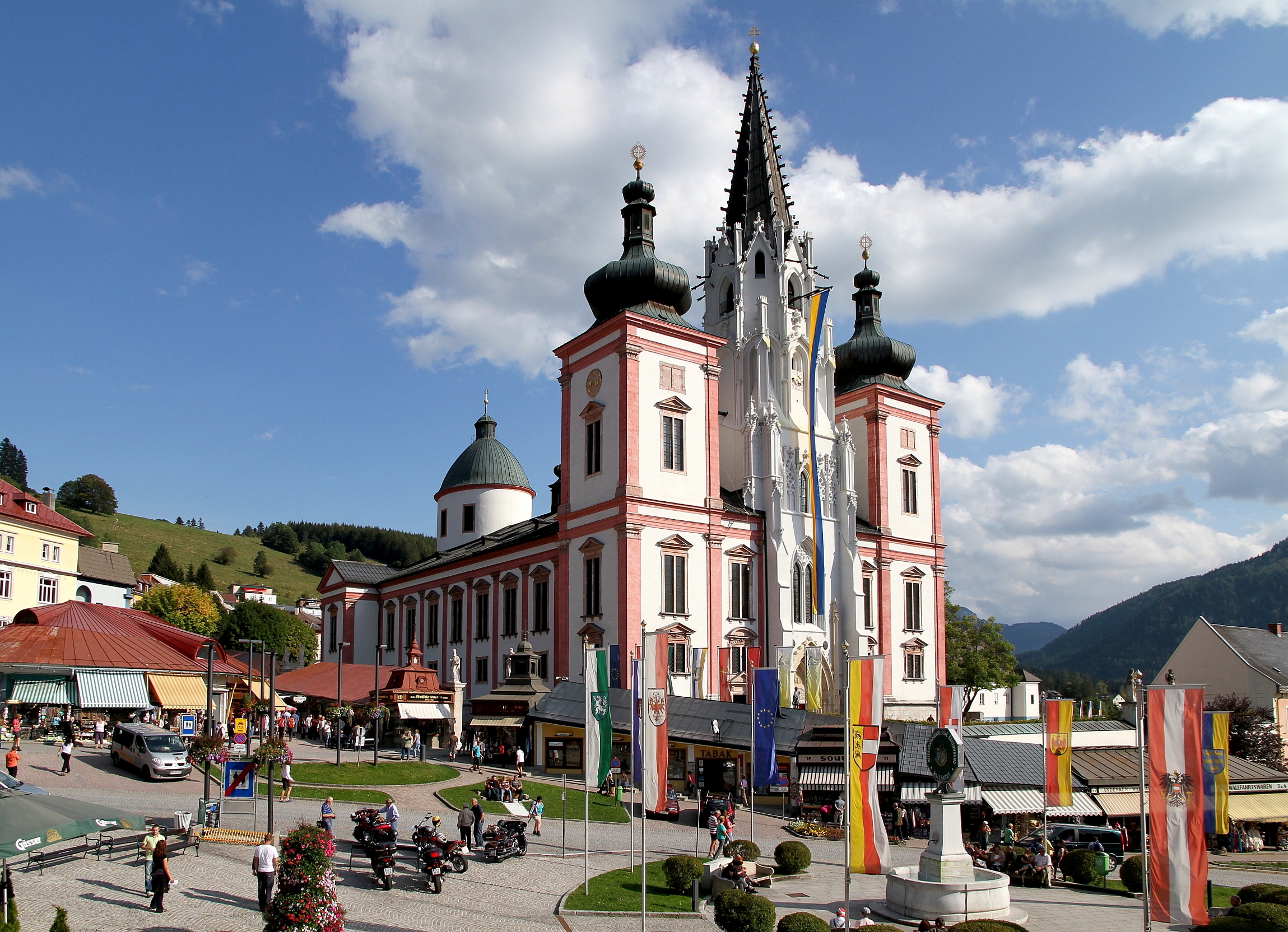
Basilikan i Mariazell.

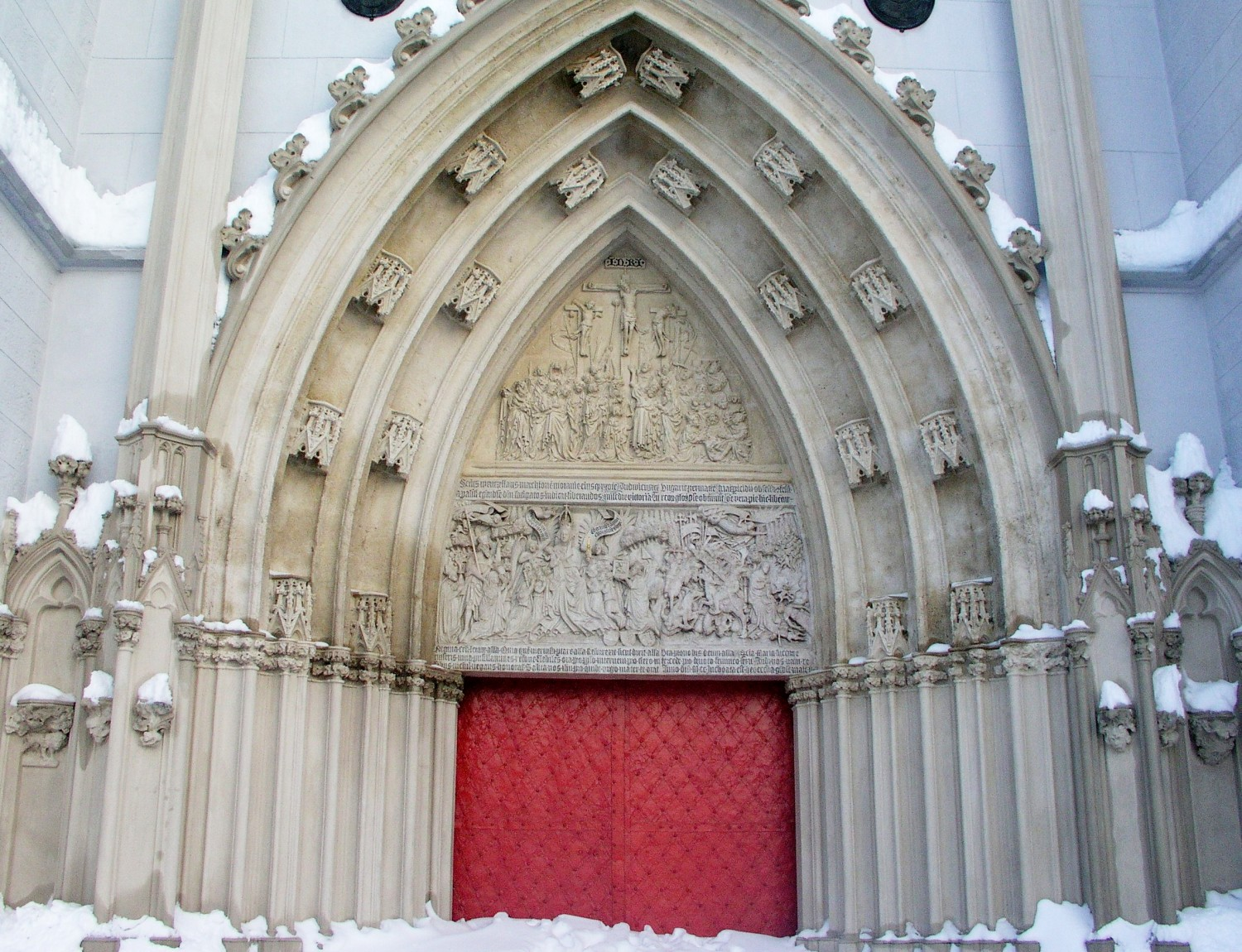
Gotisk portal.

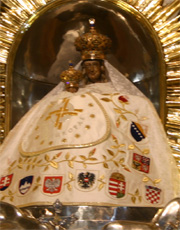
Statyn "Magna Mater Austriae".

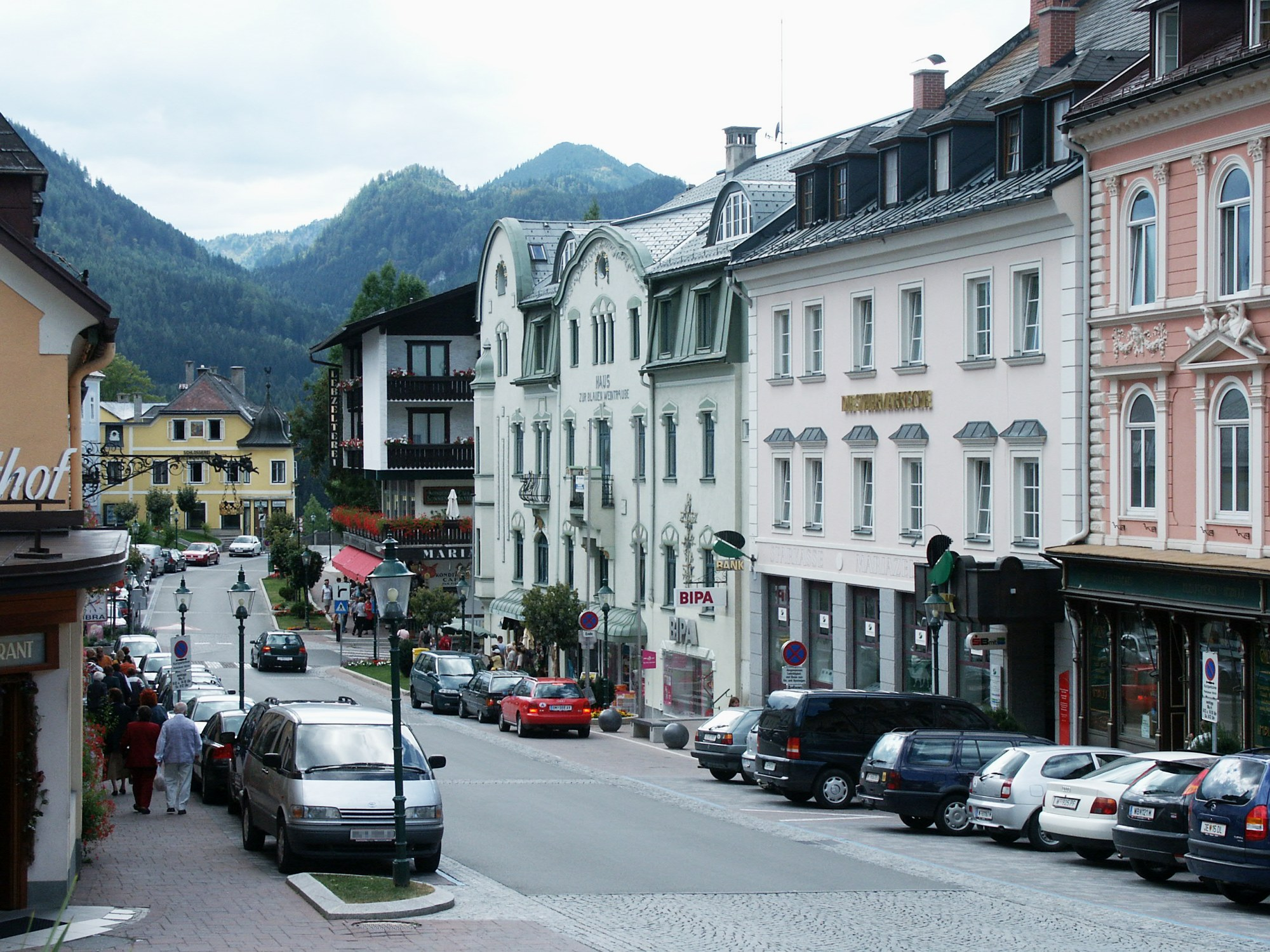
Grazerstraße.

Mariazell är en stadskommun i distriktet Bruck-Mürzzuschlag i det österrikiska förbundslandet Steiermark. Staden ligger i alperna i den norra delen av Steiermark cirka 60 km norr om Bruck an der Mur. Mariazell är Österrikes viktigaste vallfärdsort.

## Historia
Trakten kring Mariazell kom 1151 i klostret Sankt Lambrechts ägo. Klostrets abbot sände 1157 en munk till bygden som tog med sig en trästaty föreställande den heliga jungfrun. Han byggde ett kapell som blev andligt centrum för trakten. Kring kapellet utvecklades en liten ort som upphöjdes till köping 1344. Redan på 1200-talet hade kapellet med statyn blivit ett vallfärdsmål. Det byggdes en kyrka som byggdes om i gotisk stil mellan 1340 och 1380.
1420 kom osmanska trupper till Mariazell, och orten samt kyrkan brändes ner. Även 1474 förstördes orten av eldsvådor. 1532 drog osmanerna för andra gången förbi. De satte eld på flera hus, men kyrkan förskonades.
1644 började ombyggnaden av kyrkan i barock stil vilket tog nästan 140 år innan ombyggnaden avslutades 1780. 1786 upplöste kejsare Joseph II klostret Sankt Lambrecht som Mariazell hörde till. Vallfärderna försvårades och förbjöds slutligen, men togs upp igen efter kejsarens död.
I början på 1800-talet drabbades orten av de napoleonska krigen. I den största branden 1827 lades nästan hela orten i aska.
1907 nådde järnvägen Mariazell. Mariazell satsade nu också på fjällturism, och en av de första linbanorna i Österrike byggdes 1928. 1948 blev Mariazell stad.

## Kommunen
Kommunen har 3 623 invånare (2024) och består av 16 orter (Ortschaften) (inom parentes invånarantal 1 januari 2024):

- Aschbach (53)
- Freingraben (0)
- Gollrad (112)
- Greith (59)
- Grünau (98)
- Gußwerk (791)
- Halltal (198)
- Mariazell (1 222)
- Mooshuben (61)
- Rasing (54)
- Rechengraben (12)
- Sankt Sebastian (852)
- Schöneben (0)
- Walstern (16)
- Wegscheid (64)
- Weichselboden (31)

Kommunen fick sin nuvarande form den 1 januari 2015 genom en sammanslagning av kommunerna Gußwerk, Halltal, Mariazell och Sankt Sebastian.

## Byggnader
- Basilikan med barockt inventarium. I kyrkan finns nådekapellet med en Mariastaty gjord av trä från 1200-talet kallad Magna Mater Austriae som är pilgrimernas mål.

## Näringsliv
Stadens viktigaste näring är turism, både vallfärdsturism och fjällturism.

## Kommunikationer
Mariazell är ändstation för järnvägen Mariazellbanan från Niederösterreichs huvudstad Sankt Pölten.
I Mariazell möts också tre riksvägar:
- B 20 från Sankt Pölten till Kapfenberg
- B 21 från Mariazell till Wiener Neustadt
- B 23 från Mariazell till Mürzzuschlag

## Vänorter
- Esztergom, Ungern

Inom ramen för Shrines of Europe har Mariazell ett samarbete med följande fem vallfärdsorter:
- Altötting, Tyskland
- Częstochowa, Polen
- Fátima, Portugal
- Loreto, Italien
- Lourdes, Frankrike